# Achatia spoliata
Achatia spoliata är en fjärilsart som beskrevs av Walker 1857. Achatia spoliata ingår i släktet Achatia och familjen nattflyn. Inga underarter finns listade i Catalogue of Life.